# Metal Gear Solid: Portable Ops
Metal Gear Solid: Portable Ops – gra komputerowa z serii skradanek Metal Gear wyprodukowana przez Kojima Productions i wydana przez Konami w 2006 roku na konsolę przenośną Playstation Portable.
Gra podobnie jak główne odsłony cyklu w głównej mierze stawia na ciche pokonywanie przeciwników, jednak pozwala również na korzystanie z arsenału broni palnej. W grze pojawiają się również charakterystyczne dla serii długie przerywniki filmowe, jednak nie są tworzone na żywo na podstawie silnika gry, a przygotowane w formie przypominającej ruchomy komiks.
Portable Ops oferuje tryb dla jednego gracza ze ścieżką fabularną która wymaga średnio 12 godzin do jej ukończenia, oraz grę wieloosobową pozwalającą na grę przez internet, jak i lokalnie.

## Rozgrywka
W grze gracz steruje postacią w perspektywie trzeciej osoby, może przechodzić po cichu pomiędzy przeciwnikami, lub wdać się z nimi w walkę, atakując wręcz, lub korzystając z broni palnej i dodatkowego uzbrojenia, gadżetów. W produkcji pojawiają się także starcia z bossami. Gracz może rekrutować przeciwników poprzez ogłuszenie ich i przeniesienie w odpowiednie miejsce, co daje mu różne korzyści, np. wysłanie szpiega, by zbadał teren i odkrył dodatkowe przedmioty. Zrekrutowanych można wysyłać na misję z głównym bohaterem, w drużynie czterech, natomiast gracz kontroluje tylko jedną postać na raz.

## Odbiór
Gra została przyjęta pozytywnie, wiele serwisów wystawiło jej wysokie oceny. Chwalono dobrą historię, ciekawe przerywniki filmowe, bogate wyposażenie i werbowanie żołnierzy. Krytykowano za to niewygodne sterowanie, puste mapy i źle zaprojektowaną Sztuczną inteligencję. Gra otrzymała wynik 87 punktów w serwisie Metacritic.